# Distrito de Masyaf
El distrito de Masyaf  (en árabe: منطقة مصياف‎) es un distrito (mantiqah) de la gobernación de Hama en Siria. En el censo de 2004 contaba con una población de 169.341 habitantes. La capital del distrito es la ciudad de Masyaf.

## Divisiones
El distrito de Masyaf se divide en 5 subdistritos o Nāḥiyas (población según el censo de 2004):